# Molophilus triepiurus
Molophilus triepiurus är en tvåvingeart som beskrevs av Alexander 1961. Molophilus triepiurus ingår i släktet Molophilus och familjen småharkrankar. Inga underarter finns listade i Catalogue of Life.